# Odigbo
Odigbo è una  delle diciotto aree a governo locale (local government areas) in cui è suddiviso lo stato di Ondo, in Nigeria. Estesa su una superficie di 1.818 chilometri quadrati, conta una popolazione di 230.351 abitanti.